# James Iredell Waddell

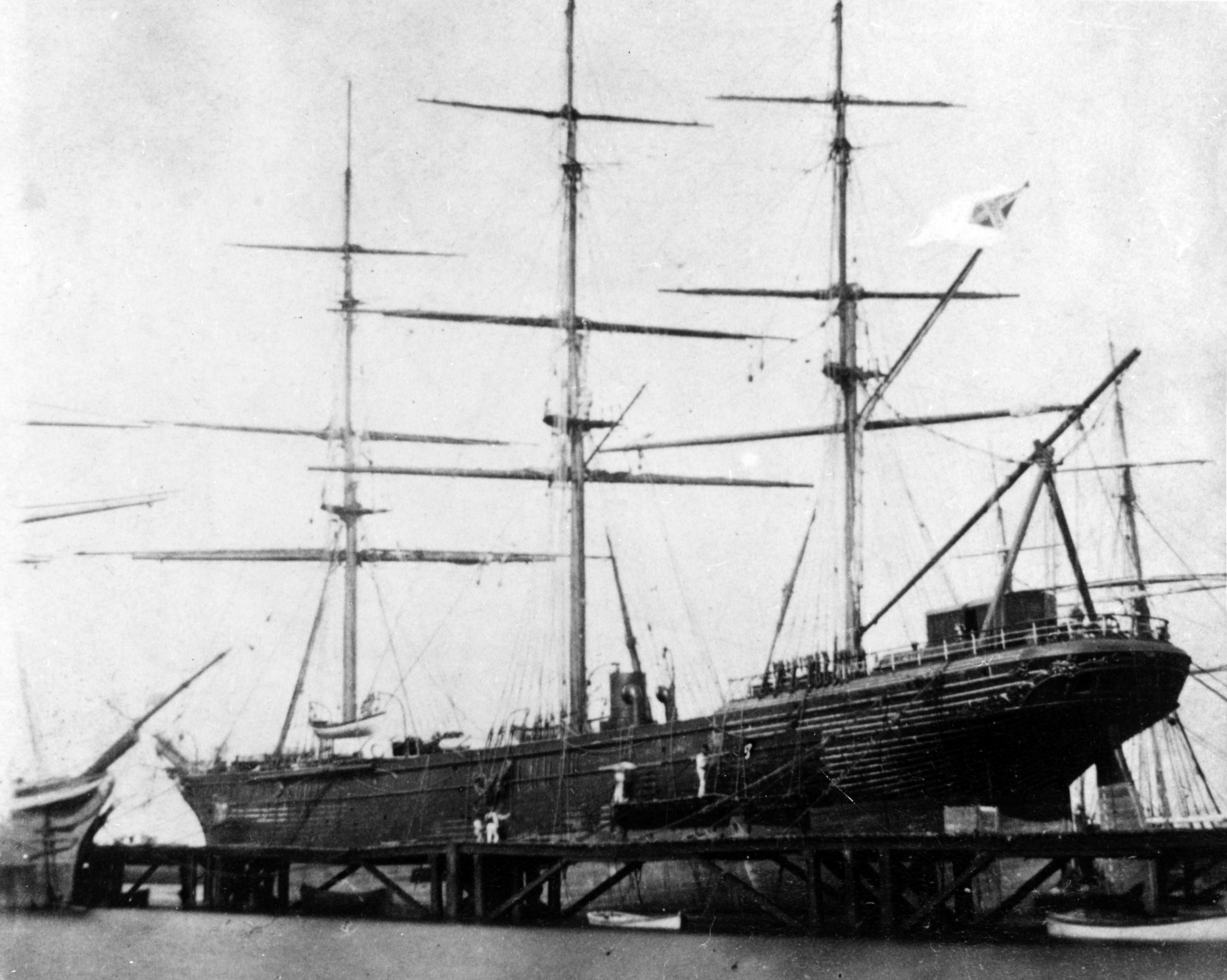
Le trois mâts confédéré Shenandoah en cale sèche à Williamstown, près de Victoria, Australie, en 1865. La photo montre clairement l'élégance des œuvres-vives et les lignes de radoub qui suivent les interstices entre les bordés de teck. Noter le drapeau confédéré qui flotte à la corne de brigantine.

James Iredell Waddell (3 juillet 1824 – 15 mars 1886) fut un officier de l'United States Navy (commander), puis de la Confederate States Navy. Il commanda le navire corsaire CSS Shenandoah durant la guerre de Sécession, dernier navire confédéré à combattre et qui finit par se rendre à Liverpool.

## Biographie
Waddell est né à Pittsboro en Caroline du Nord. Il rejoint l'United States Navy en tant qu'aspirant en septembre 1841, puis est ensuite diplômé de l'Académie navale d'Annapolis.
Il est notamment connu pour être le capitaine du navire corsaire CSS Shenandoah, lors de la guerre de Sécession.
Waddell ne retourna aux États-Unis qu'en 1870 quand il devint capitaine du vapeur de commerce  City of San Francisco. Il fut plus tard en charge de la force de régulation ostréicole du Maryland.
Il meurt à Annapolis dans le Maryland le 15 mars 1886 et est inhumé au cimetière de l'église Sainte-Anne de cette ville.